# Europarlamentari della Danimarca della II legislatura
Gli europarlamentari della Danimarca della II legislatura, eletti in occasione delle elezioni europee del 1984, furono i seguenti.

## Composizione storica
| Europarlamentare           | Lista                            | Gruppo |
| -------------------------- | -------------------------------- | ------ |
| Jørgen Bøgh                | Movimento Popolare contro la CEE | ARC    |
| Jens-Peter Bonde           | Movimento Popolare contro la CEE | ARC    |
| Bodil Boserup              | Partito Popolare Socialista      | COM    |
| Ib Christensen             | Movimento Popolare contro la CEE | ARC    |
| Ejner Hovgård Christiansen | Socialdemocratici                | SOC    |
| Ove Fich                   | Socialdemocratici                | SOC    |
| Eva Gredal                 | Socialdemocratici                | SOC    |
| Else Hammerich             | Movimento Popolare contro la CEE | ARC    |
| Erhard V. Jakobsen         | Democratici di Centro            | PPE    |
| Marie Jepsen               | Partito Popolare Conservatore    | DE     |
| Finn Lynge                 | Siumut                           | SOC    |
| Poul Møller                | Partito Popolare Conservatore    | DE     |
| Jørgen Brøndlund Nielsen   | Venstre                          | LD     |
| Tove Nielsen               | Venstre                          | LD     |
| Jeanette Oppenheim         | Partito Popolare Conservatore    | DE     |
| Claus Toksvig              | Partito Popolare Conservatore    | DE     |

## Modifiche intervenute

### Partito Popolare Conservatore
- In data 13.10.1986 a Poul Møller subentra Lars Poulsen.
- In data 06.11.1988 a Claus Toksvig subentra Frode Kristoffersen.

### Movimento Popolare contro la CEE
- In data 01.09.1987 a Jørgen Bøgh subentra Birgit Bjørnvig.

### Democratici di Centro
- In data 10.09.1987 a Erhard V. Jakobsen subentra Peter Klaus Duetoft, al quale subentrerà lo stesso Jakobsen in data 01.11.1988.

### Modifiche per effetto dell'uscita della Groenlandia dall'Unione europea
- In data 01.01.1985 a Finn Lynge subentra John Iversen (Partito Popolare Socialista, Gruppo Comunista).